# Николайчук (село)
Николайчук — нежилое село в Холмском городском округе Сахалинской области России, в 6 км от районного центра. Ранее носило имя Икенохата, современное название получило в честь геройски погибшего при обороне Чёртова моста Бориса Николайчука. В селе находится одноимённый железнодорожный остановочный пункт (ранее станция). Ограниченный 77 и 79 км. с 1995 г. не электрифицировано.

## География
Находится на берегу реки Тый на недействующем участке железной дороги Южно-Сахалинск - Холмск. Близ Чёртового моста.

## Население
| 2002 | 2010 | 2021 |
| ---- | ---- | ---- |
| 0    | →0   | →0   |